# 6e étape du Tour d'Espagne 2014
La 6e étape du Tour d'Espagne 2014 a eu lieu le jeudi 28 août 2014 entre les villes de Benalmádena et La Zubia sur une distance de 167,1 km.

## Déroulement de la course
A 2 kilomètres de l'arrivée, Alejandro Valverde (Movistar) prend la tête du groupe favori (composé d'une dizaine de coureurs) pour épauler son leader Nairo Quintana. Il y impose un tempo étouffant qui est stoppé à 700 mètres de la ligne par une attaque de Joaquim Rodríguez (Katusha), qui est immédiatement suivi par Valverde. Les deux hommes semblent partis pour se jouer la victoire mais ils sont rattrapés, au train, par Christopher Froome (Sky), Alberto Contador (Tinkoff-Saxo) et Quintana. Valverde prend la tête du groupe et accélère, et Quintana craque. Valverde continue sur sa lancée, tout en puissance, fait lâcher Rodriguez et contient Froome et Contador pour s'imposer facilement sur la ligne. Il s'empare du maillot rouge de leader du classement général.

## Résultats

### Classement de l'étape
|    | Coureur            | Pays        | Équipe          |    | Temps           |
| -- | ------------------ | ----------- | --------------- | -- | --------------- |
| 1  | Alejandro Valverde | Espagne     | Movistar        | en | 4 h 35 min 27 s |
| 2  | Christopher Froome | Royaume-Uni | Sky             | +  | 0 s             |
| 3  | Alberto Contador   | Espagne     | Tinkoff-Saxo    |    | 0 s             |
| 4  | Joaquim Rodríguez  | Espagne     | Katusha         |    | 8 s             |
| 5  | Nairo Quintana     | Colombie    | Movistar        |    | 12 s            |
| 6  | Fabio Aru          | Italie      | Astana          |    | 18 s            |
| 7  | Esteban Chaves     | Colombie    | Orica-GreenEDGE |    | 25 s            |
| 8  | Daniel Navarro     | Espagne     | Cofidis         |    | 25 s            |
| 9  | Mikel Nieve        | Espagne     | Sky             |    | 32 s            |
| 10 | Robert Gesink      | Pays-Bas    | Belkin          |    | 33 s            |

### Points attribués
|   | Cycliste       | Pays      | Équipe                 | Points |
| - | -------------- | --------- | ---------------------- | ------ |
| 1 | Pim Ligthart   | Pays-Bas  | Lotto-Belisol          | 4      |
| 2 | Lluís Mas      | Espagne   | Caja Rural-Seguros RGA | 2      |
| 3 | John Degenkolb | Allemagne | Giant-Shimano          | 1      |

|   | Cycliste       | Pays      | Équipe                 | Points |
| - | -------------- | --------- | ---------------------- | ------ |
| 1 | Pim Ligthart   | Pays-Bas  | Lotto-B'elisol         | 4      |
| 2 | Lluís Mas      | Espagne   | Caja Rural-Seguros RGA | 2      |
| 3 | John Degenkolb | Allemagne | Giant-Shimano          | 1      |

|    | Cycliste           | Pays        | Équipe              | Points |
| -- | ------------------ | ----------- | ------------------- | ------ |
| 1  | Alejandro Valverde | Espagne     | Movistar            | 25     |
| 2  | Christopher Froome | Royaume-Uni | Sky                 | 20     |
| 3  | Alberto Contador   | Espagne     | Trek Factory Racing | 16     |
| 4  | Joaquim Rodríguez  | Espagne     | Katusha             | 14     |
| 5  | Nairo Quintana     | Colombie    | Movistar            | 12     |
| 6  | Fabio Aru          | Italie      | Astana              | 10     |
| 7  | Esteban Chaves     | Colombie    | Orica-GreenEDGE     | 9      |
| 8  | Daniel Navarro     | Espagne     | Cofidis             | 8      |
| 9  | Mikel Nieve        | Espagne     | Sky                 | 7      |
| 10 | Robert Gesink      | Pays-Bas    | Belkin              | 6      |
| 11 | Warren Barguil     | France      | Giant-Shimano       | 5      |
| 12 | Sergio Pardilla    | Espagne     | MTN-Qhubeka         | 4      |
| 13 | Laurens ten Dam    | Pays-Bas    | Belkin              | 3      |
| 14 | Wilco Kelderman    | Pays-Bas    | Belkin              | 2      |
| 15 | Samuel Sánchez     | Espagne     | BMC Racing          | 1      |
| 16 | Nacer Bouhanni     | France      | FDJ.fr              | -5     |

### Cols et côtes
|   | Cycliste      | Pays     | Équipe                 | Points |
| - | ------------- | -------- | ---------------------- | ------ |
| 1 | Lluís Mas     | Espagne  | Caja Rural-Seguros RGA | 5      |
| 2 | Pim Ligthart  | Pays-Bas | Lotto-Belisol          | 3      |
| 3 | Jérôme Cousin | France   | Europcar               | 1      |

|   | Cycliste       | Pays     | Équipe                 | Points |
| - | -------------- | -------- | ---------------------- | ------ |
| 1 | Lluís Mas      | Espagne  | Caja Rural-Seguros RGA | 3      |
| 2 | Pim Ligthart   | Pays-Bas | Lotto-Belisol          | 2      |
| 3 | Amets Txurruka | Espagne  | Caja Rural-Seguros RGA | 1      |

| - Ascension de l'Alto Cumbresverdes (La Zubia), 1re catégorie (km 167,1) \| \| Cycliste \| Pays \| Équipe \| Points \| \| - \| ------------------ \| ----------- \| ------------------- \| ------ \| \| 1 \| Alejandro Valverde \| Espagne \| Movistar \| 10 \| \| 2 \| Christopher Froome \| Royaume-Uni \| Sky \| 6 \| \| 3 \| Alberto Contador \| Espagne \| Trek Factory Racing \| 4 \| \| 4 \| Joaquim Rodríguez \| Espagne \| Katusha \| 2 \| \| 5 \| Nairo Quintana \| Colombie \| Movistar \| 1 \| |                    |             |                     |        |
| | Cycliste           | Pays        | Équipe              | Points |
| 1 | Alejandro Valverde | Espagne     | Movistar            | 10     |
| 2 | Christopher Froome | Royaume-Uni | Sky                 | 6      |
| 3 | Alberto Contador   | Espagne     | Trek Factory Racing | 4      |
| 4 | Joaquim Rodríguez  | Espagne     | Katusha             | 2      |
| 5 | Nairo Quintana     | Colombie    | Movistar            | 1      |

## Classements à l'issue de l'étape

### Classement général
|    | Cycliste           | Pays        | Équipe          |    | Temps           |
| -- | ------------------ | ----------- | --------------- | -- | --------------- |
| 1  | Alejandro Valverde | Espagne     | Movistar        | en | 22 h 48 min 8 s |
| 2  | Nairo Quintana     | Colombie    | Movistar        | +  | 15 s            |
| 3  | Alberto Contador   | Espagne     | Tinkoff-Saxo    |    | 18 s            |
| 4  | Christopher Froome | Royaume-Uni | Sky             |    | 22 s            |
| 5  | Esteban Chaves     | Colombie    | Orica-GreenEDGE |    | 41 s            |
| 6  | Joaquim Rodríguez  | Espagne     | Katusha         |    | 45 s            |
| 7  | Robert Gesink      | Pays-Bas    | Belkin          |    | 55 s            |
| 8  | Fabio Aru          | Italie      | Astana          |    | 58 s            |
| 9  | Warren Barguil     | France      | Giant-Shimano   |    | 1 min 02 s      |
| 10 | Wilco Kelderman    | Pays-Bas    | Belkin          |    | 1 min 06 s      |

### Classement par points
|   | Cycliste         | Pays      | Équipe          | Points |
| - | ---------------- | --------- | --------------- | ------ |
| 1 | John Degenkolb   | Allemagne | Giant-Shimano   | 72     |
| 2 | Michael Matthews | Australie | Orica-GreenEDGE | 50     |
| 3 | Nacer Bouhanni   | France    | FDJ.fr          | 49     |

### Classement du meilleur grimpeur
|   | Cycliste           | Pays    | Équipe                 | Points |
| - | ------------------ | ------- | ---------------------- | ------ |
| 1 | Lluís Mas          | Espagne | Caja Rural-Seguros RGA | 18     |
| 2 | Alejandro Valverde | Espagne | Movistar               | 10     |
| 3 | Jérôme Cousin      | France  | Europcar               | 10     |

### Classement du combiné
|   | Cycliste           | Pays        | Équipe   | Points |
| - | ------------------ | ----------- | -------- | ------ |
| 1 | Alejandro Valverde | Espagne     | Movistar | 13     |
| 2 | Christopher Froome | Royaume-Uni | Sky      | 16     |
| 3 | Joaquim Rodríguez  | Espagne     | Katusha  | 24     |

### Classements par équipes
|   | Équipe   | Pays     |    | Temps            |
| - | -------- | -------- | -- | ---------------- |
| 1 | Belkin   | Pays-Bas | en | 67 h 58 min 17 s |
| 2 | Movistar | Espagne  | +  | 45 s             |
| 3 | Katusha  | Russie   |    | 2 min 28 s       |